# Jon Jensen Kolding
Jon Jensen Kolding (død 1609) dansk præst og topografisk forfatter.
Han er født i eller i nærheden af Kolding og gik i Ribe Skole, hvor han blev hører. Fik embede som rektor i Kolding sammen med et hverv som kapellan, hvortil præsteembedet i Almind tilknyttede sig i 1573.
Han var dygtig til at skrive latinske vers og skrev hyldestdigte til kongen, Frederik 2., og andre stormænd. Kongen belønnede ham med det fede præstekald i Andst og Gesten sogne vest for Kolding. Jon Jensen Kolding udnævntes til magister i 1591.
Han skrev det første danske, topografiske værk med titlen Daniæ descriptio nova, og det blev trykt i Frankfurt a. M. Jon Jensen Kolding beretter selv, at anledningen var flere besøg af lensmanden Henrik Below på vej til Ribe. Andst lå ved den alfare vej mellem Kolding og Ribe og var et naturligt rastested. Henrik Below var mecklenburger og beklagede sit manglende kendskab til Danmark. Han bad derfor den lærde præst om oplysning, hvilket bragte Jon Jensen Kolding ind på forfatterbanen.
I værket kom præsten ind på emnet Halland og Syvårskrigen mod Sverige. Han kom herved til at fremsætte påstande, der fremkaldte en stærk svensk vrede. Der blev klaget officielt til den danske regering, og svenskerne henviste specielt til en paragraf i Freden i Stettin fra 1570, der forbød politiske smædeskrifter.
Den danske regering måtte reagere og indstævnede Jon Jensen Kolding for det akademiske konsistorium. Det blev en ubehagelig oplevelse for forfatteren. Professorerne kendte ham skyldig og beordrede alle eksemplarer af bogen tilintetgjort samt tilbagekaldelse af påstandene. Men det var ikke nok for magthaverne omkring kongen. De ville have ham dømt "i kongens nåde og unåde", hvilket kunne indebære en dødsdom. Det var dog for meget for dommerne, og den anklagede slap med et års suspension, der oven i købet blev mildnet noget. Men forfattervirksomheden holdt han sig fra resten af sit liv.
I stedet skabte han i samarbejde med Caspar Markdanner, lensmanden på Koldinghus, en storhedstid for Andst Kirke, som foruden tårn blev udstyret med et rigt inventar. På prædikestolens lydhimmel er der et relief forestillende Jonas, der udspys af hvalens gab med initialerne I.I.K. På Andst kirkegård står ved korets sydmur en stor sten med kun til dels læselig latinsk og dansk indskrift over Jon Jensen Kolding og hans hustru Maren Jakobsdatter.